# Конкреј
Конкреј (фр. Conquereuil) је насељено место у Француској у региону Лоара, у департману Атлантска Лоара.
По подацима из 2011. године у општини је живело 1051 становника, а густина насељености је износила 31,97 становника/km².

## Демографија
| 1962. | 1968. | 1975. | 1982. | 1990. | 2011. |
| ----- | ----- | ----- | ----- | ----- | ----- |
| 1.138 | 1.048 | 959   | 929   | 893   | 1.051 |